# Scaphander
Scaphander is een geslacht van weekdieren uit de klasse van de Gastropoda (slakken).

## Soorten
- Scaphander bathymophilus (Dall, 1881)
- Scaphander clavus Dall, 1889
- Scaphander darius Ev. Marcus & Er. Marcus, 1967
- Scaphander dilatatus A. Adams, 1862
- Scaphander elongatus A. Adams, 1862
- Scaphander enysi (Hutton, 1873) †
- Scaphander flemingi Marwick, 1965 †
- Scaphander fragilis (Habe, 1952)
- Scaphander gracilis Watson, 1883
- Scaphander hiulcus Laws, 1936 †
- Scaphander illecebrosus Iredale, 1925
- Scaphander interruptus Dall, 1889
- Scaphander japonicus A. Adams, 1862
- Scaphander komiticus Laws, 1939 †
- Scaphander lignarius (Linnaeus, 1758)
- Scaphander malleatus Marwick, 1931 †
- Scaphander miriamae Dell, 1952 †
- Scaphander mundus Watson, 1883
- Scaphander nobilis Verrill, 1884
- Scaphander otagoensis Dell, 1956
- Scaphander planeticus Dall, 1908
- Scaphander punctostriatus (Mighels & Adams, 1842)
- Scaphander robustus Okutani, 1966
- Scaphander scapha Laws, 1933 †
- Scaphander sieboldii A. Adams, 1862
- Scaphander subglobosus Schepman, 1913
- Scaphander sulcatinus A. Adams, 1862
- Scaphander takedai (Habe, 1981)
- Scaphander teramachii (Habe, 1954)
- Scaphander toringa Dell, 1952 †
- Scaphander watsoni Dall, 1881
- Scaphander willetti Dall, 1919